# Noize Suppressor
Noize Suppressor is een Italiaanse hardcore-(live)act. Het bestaat op dit moment uit Alessandro Dilillo (DJ Bike) en Stefano Soprani (DJ Dek). Naast hardcore produceert Noize Suppressor ook darkcore en industrial hardcore. De act is ontstaan nadat men in 1996 een demo opname naar D-Boy Records hadden gestuurd, deze tape was ontvangen door Ronnie Lee.

## Discografie

### Albums
| Album met eventuele hitnotering(en) in de Nederlandse Album Top 100 | Datum van verschijnen | Datum van binnenkomst | Hoogste positie | Aantal weken | Opmerkingen |
| ------------------------------------------------------------------- | --------------------- | --------------------- | --------------- | ------------ | ----------- |
| The Album                                                           | 2001                  |                       |                 |              |             |
| The Original N.S. Hardcore Style Album                              | 2003                  |                       |                 |              |             |
| Hardcore Junky                                                      | 2005                  |                       |                 |              |             |

### Singles
| Single                      | Jaar |
| --------------------------- | ---- |
| Noize Suppressor            | 1997 |
| Fuckin' Hard                | 1998 |
| The Hardcore Sound Of Rome  | 1998 |
| Noize Gang                  | 1999 |
| Kiss                        | 2000 |
| Forgeman                    | 2001 |
| Outlaw / Ravecity           | 2001 |
| Under Paradise              | 2001 |
| Overdrive                   | 2001 |
| Bike's Drum / Redroom       | 2002 |
| Bring Da Noize!             | 2002 |
| Italian Earthquake          | 2002 |
| Movin' Quickly              | 2002 |
| Fingherz                    | 2002 |
| Wash Machine                | 2004 |
| Hardcore Junky              | 2005 |
| Reanimation                 | 2005 |
| Take Control                | 2006 |
| Era                         | 2007 |
| Fire                        | 2007 |
| Holes In Your Chest         | 2007 |
| Chronicles                  | 2008 |
| Bone Crusher                | 2009 |
| Nobody Like's               | 2009 |
| Pole Position Lap II Anthem | 2009 |
| Indestructable              | 2010 |
| Bassdrum Bitch              | 2011 |
| Pain Killer                 | 2011 |
| Push It                     | 2012 |
| Scream Like a Scream        | 2012 |